# Cheseaux-sur-Lausanne
Cheseaux-sur-Lausanne és un municipi del cantó suís del Vaud, situat al districte de Lausanne.